# Kuda kepang

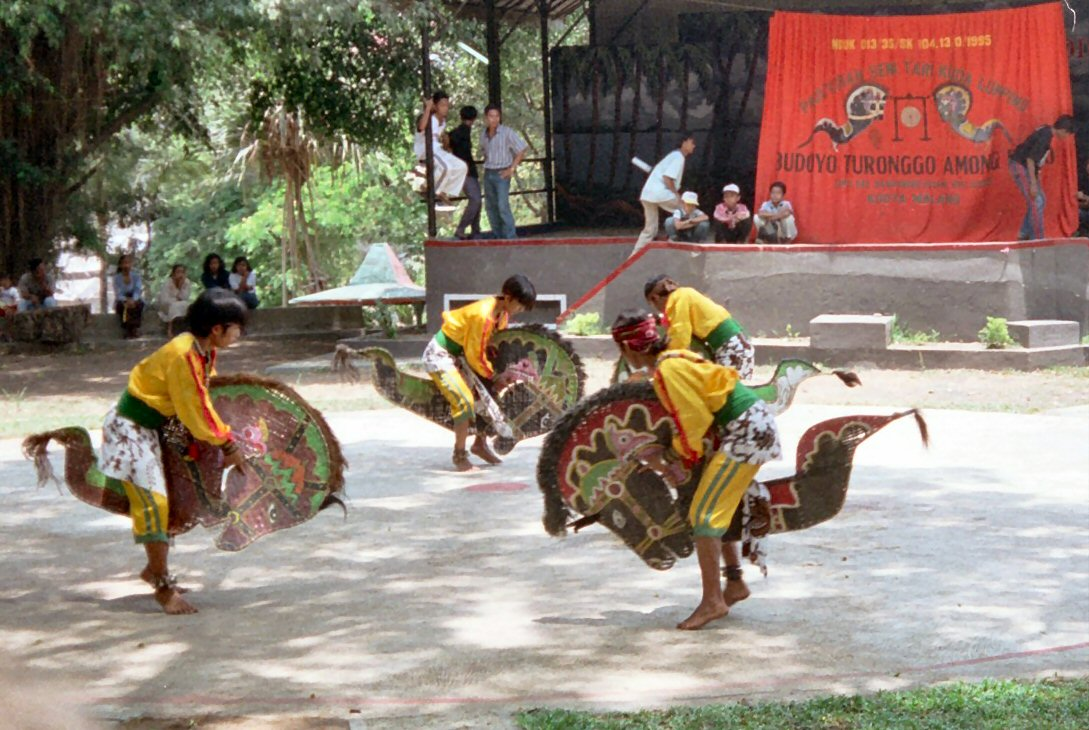
Enfants répétant un Kuda kepang à Malang, dans l'est de Java

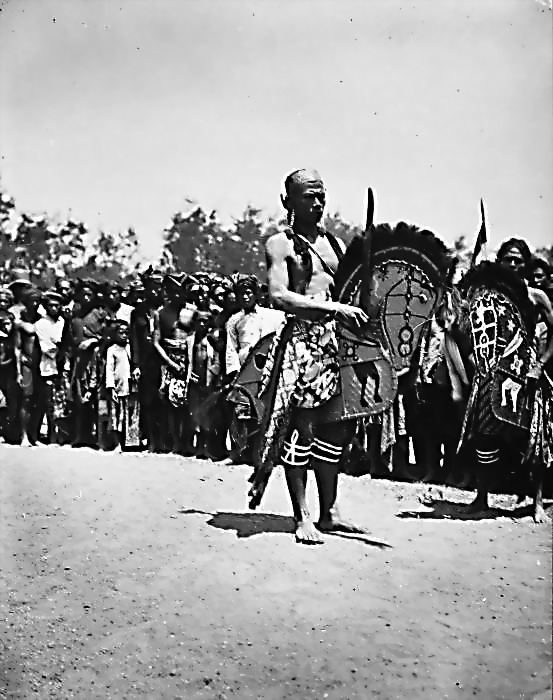
Kuda kepang à Lombok dans les années 1920

Le kuda kepang (« cheval tressé » en javanais), ou encore kuda lumping (« cheval sauteur »), est une danse traditionnelle dans différentes régions d'Indonésie, dont notamment Java. Elle est destinée à amener les danseurs dans un état de transe. Ceux-ci dansent juchés sur des chevaux factices et se meuvent aux rythmes fascinants d’un ensemble de percussions généralement composé de tambours, de gongs et d’instruments de bambou appelés angklung.
Le Kuda Kepang est originaire de l'île de java en Indonésie et est apporté dans l'état de Johor par des immigrants javanais.